# Dieter Garbers
Dieter Garbers, teilweise auch Dietrich Garbers genannt, ist ein ehemaliger deutscher Fußballtrainer.

## Sportlicher Werdegang
Garbers war hauptberuflich Hauptschullehrer und später -rektor unter anderem in Hücker-Aschen. Parallel war er als Trainer im Amateurfußball tätig. Anfang der 1970er Jahre stand er beim SV Porta Neesen an der Seitenlinie. Mit dem Klub spielte er um den Wiederaufstieg in die Verbandsliga Westfalen. 1973 scheiterte er mit einem Punkt Rückstand auf den SC Herford, der ihn jedoch in der Folge zusammen mit Torwart Klaus-Dieter Derow abwarb. In der Spielzeit 1973/74 verpasste er mit dem Klub als Staffelzweiter hinter dem SC Recklinghausen die Spiele um die Westfalenmeisterschaft – aufgrund der Einführung der 2. Bundesliga gab es keine Aufsteiger. Im folgenden Jahr beendete er mit dem Klub die Staffel punktgleich mit Absteiger SVA Gütersloh, die Teilnahme an den Aufstiegsspielen fiel in zwei Entscheidungsspielen zugunsten des Konkurrenten. Mit nur drei Saisonniederlagen dominierte Garbers Mannschaft die Spielzeit 1975/76 und holte sich mit zwei Siegen gegen den von Dieter Kurrat trainierten Sieger der anderen Staffel SV Holzwickede die Westfalenmeisterschaft und damit das Recht zur Teilnahme an der Aufstiegsrunde zur 2. Bundesliga. Nach zwei Siegen gegen den SC Union 06 Berlin schaffte er dort punktgleich mit Gruppensieger SV Arminia Hannover den Aufstieg in den Profifußball.
Aufgrund seiner hauptberuflichen Tätigkeit konnte Garbers den SC Herford bei seinem Debüt im Profifußball nicht trainieren, Otmar Calder übernahm die Nachfolge, wurde aber im Abstiegskampf befindlich anderthalb Jahre später durch Erhard Ahmann ersetzt. Nach dem Wiederabstieg kehrte Garbers im Sommer 1978 beim SC Herford in die Verantwortung zurück und führte den Klub als Meister der Oberliga-Spielzeit 1978/79 direkt wieder zurück in die zweithöchste Spielklasse. Dort beerbte ihn Günter Luttrop, der jedoch nach einer Niederlagenserie im April 1980 entlassen wurde. Interimistisch sprang Garbers für ihn ein und kassierte gegen SG Union Solingen, DSC Wanne-Eickel und Arminia Bielefeld ebenso drei Niederlagen, ehe mit Horst Witzler ein Nachfolger gefunden wurde. Am Ende der Spielzeit 1979/80 profitierte der auf dem viertletzten Tabellenrang sportlich abgestiegene Aufsteiger vom Rückzug des DSC Wanne-Eickel und blieb in der 2. Bundesliga.
Garbers übernahm den Trainerposten beim Bünder SV, mit dem er am Ende der Oberliga-Spielzeit 1980/81 aus der Drittklassigkeit abstieg. Später war er für verschiedene Klubs im Umfeld Herfords tätig, unter anderem arbeitete er beim Verbandsligisten SV Weser Leteln erneut mit Derow zusammen.